# Wereldbeker alpineskiën 2017/2018
Het FIS wereldbeker alpineskiën seizoen 2017/2018 was het 52e seizoen sinds het seizoen 1966/1967. De reeks wedstrijden werd op zaterdag 28 oktober 2017 geopend met de traditionele reuzenslalom voor vrouwen in het Oostenrijkse skioord Sölden in Tirol. Het seizoen werd op zondag 18 maart 2018 afgesloten met een reuzenslalom voor vrouwen en een slalom voor mannen in het Zweedse Åre.
De alpineskiër die op het einde van het seizoen de meeste punten had verzameld, won de algemene wereldbeker. Ook per discipline werd een apart wereldbekerklassement opgemaakt. De Oostenrijker Marcel Hirscher en de Amerikaanse Mikaela Shiffrin wonnen de algemene wereldbeker.

## Mannen

### Kalender
| Datum                                                                                                  | Plaats                 | Onderdeel            | Eerste                            | Tweede                           | Derde                            |
| --- | ---------------------- | -------------------- | --------------------------------- | -------------------------------- | -------------------------------- |
| 29/10/2017                                                                                             | Sölden                 | Reuzenslalom         | Afgelast                          | Afgelast                         | Afgelast                         |
| 12/11/2017                                                                                             | Levi                   | Slalom               | Felix Neureuther                  | Henrik Kristoffersen             | Mattias Hargin                   |
| 25/11/2017                                                                                             | Lake Louise            | Afdaling             | Beat Feuz                         | Matthias Mayer                   | Aksel Lund Svindal               |
| 26/11/2017                                                                                             | Lake Louise            | Super G              | Kjetil Jansrud                    | Max Franz                        | Hannes Reichelt                  |
| 01/12/2017                                                                                             | Beaver Creek           | Super G              | Vincent Kriechmayr                | Kjetil Jansrud                   | Hannes Reichelt                  |
| 02/12/2017                                                                                             | Beaver Creek           | Afdaling             | Aksel Lund Svindal                | Beat Feuz                        | Thomas Dreßen                    |
| 03/12/2017                                                                                             | Beaver Creek           | Reuzenslalom         | Marcel Hirscher                   | Henrik Kristoffersen             | Stefan Luitz                     |
| 09/12/2017                                                                                             | Val d'Isere            | Reuzenslalom         | Alexis Pinturault                 | Stefan Luitz                     | Marcel Hirscher                  |
| 10/12/2017                                                                                             | Val d'Isere            | Slalom               | Marcel Hirscher                   | Henrik Kristoffersen             | André Myhrer                     |
| 15/12/2017                                                                                             | Val Gardena            | Super G              | Josef Ferstl                      | Max Franz                        | Matthias Mayer                   |
| 16/12/2017                                                                                             | Val Gardena            | Afdaling             | Aksel Lund Svindal                | Kjetil Jansrud                   | Max Franz                        |
| 17/12/2017                                                                                             | Alta Badia             | Reuzenslalom         | Marcel Hirscher                   | Henrik Kristoffersen             | Žan Kranjec                      |
| 18/12/2017                                                                                             | Alta Badia             | Parallelreuzenslalom | Matts Olsson                      | Henrik Kristoffersen             | Marcel Hirscher                  |
| 22/12/2017                                                                                             | Madonna di Campiglio   | Slalom               | Marcel Hirscher                   | Luca Aerni                       | Henrik Kristoffersen             |
| 28/12/2017                                                                                             | Bormio                 | Afdaling             | Dominik Paris                     | Aksel Lund Svindal               | Kjetil Jansrud                   |
| 29/12/2017                                                                                             | Bormio                 | Alpine combinatie    | Alexis Pinturault                 | Peter Fill                       | Kjetil Jansrud                   |
| 01/01/2018                                                                                             | Oslo                   | City Event           | André Myhrer                      | Michael Matt                     | Linus Straßer                    |
| 04/01/2018                                                                                             | Zagreb                 | Slalom               | Marcel Hirscher                   | Michael Matt                     | Henrik Kristoffersen             |
| 06/01/2018                                                                                             | Adelboden              | Reuzenslalom         | Marcel Hirscher                   | Henrik Kristoffersen             | Alexis Pinturault                |
| 07/01/2018                                                                                             | Adelboden              | Slalom               | Marcel Hirscher                   | Michael Matt                     | Henrik Kristoffersen             |
| 12/01/2018                                                                                             | Wengen                 | Alpine Combinatie    | Victor Muffat-Jeandet             | Pavel Trichitsjev                | Peter Fill                       |
| 13/01/2018                                                                                             | Wengen                 | Afdaling             | Beat Feuz                         | Aksel Lund Svindal               | Matthias Mayer                   |
| 14/01/2018                                                                                             | Wengen                 | Slalom               | Marcel Hirscher                   | Henrik Kristoffersen             | André Myhrer                     |
| 19/01/2018                                                                                             | Kitzbühel              | Super G              | Aksel Lund Svindal                | Kjetil Jansrud                   | Matthias Mayer                   |
| 20/01/2018                                                                                             | Kitzbühel              | Afdaling             | Thomas Dreßen                     | Beat Feuz                        | Hannes Reichelt                  |
| 21/01/2018                                                                                             | Kitzbühel              | Slalom               | Henrik Kristoffersen              | Marcel Hirscher                  | Daniel Yule                      |
| 23/01/2018                                                                                             | Schladming             | Slalom               | Marcel Hirscher                   | Henrik Kristoffersen             | Daniel Yule                      |
| 27/01/2018                                                                                             | Garmisch-Partenkirchen | Afdaling             | Beat Feuz                         | Vincent Kriechmayr Dominik Paris |                                  |
| 28/01/2018                                                                                             | Garmisch-Partenkirchen | Reuzenslalom         | Marcel Hirscher                   | Manuel Feller                    | Ted Ligety                       |
| 30/01/2018                                                                                             | Stockholm              | City Event           | Ramon Zenhäusern                  | André Myhrer                     | Linus Straßer                    |
| 9 tot en met 25 februari 2018: Olympische Winterspelen in Pyeongchang (telt niet mee voor wereldbeker) |                        |                      |                                   |                                  |                                  |
| 03/03/2018                                                                                             | Kranjska Gora          | Reuzenslalom         | Marcel Hirscher                   | Henrik Kristoffersen             | Alexis Pinturault                |
| 04/03/2018                                                                                             | Kranjska Gora          | Slalom               | Marcel Hirscher                   | Henrik Kristoffersen             | Ramon Zenhäusern                 |
| 10/03/2018                                                                                             | Kvitfjell              | Afdaling             | Thomas Dreßen                     | Beat Feuz                        | Aksel Lund Svindal               |
| 11/03/2018                                                                                             | Kvitfjell              | Super G              | Kjetil Jansrud                    | Beat Feuz                        | Brice Roger                      |
| 14/03/2018                                                                                             | Åre                    | Afdaling             | Matthias Mayer Vincent Kriechmayr |                                  | Beat Feuz                        |
| 15/03/2018                                                                                             | Åre                    | Super G              | Vincent Kriechmayr                | Christof Innerhofer              | Thomas Dreßen Aksel Lund Svindal |
| 17/03/2018                                                                                             | Åre                    | Reuzenslalom         | Marcel Hirscher                   | Henrik Kristoffersen             | Victor Muffat-Jeandet            |
| 18/03/2018                                                                                             | Åre                    | Slalom               | Afgelast                          | Afgelast                         | Afgelast                         |

### Eindstanden
| Algemeen klassement | Algemeen klassement  | Algemeen klassement | Algemeen klassement | Algemeen klassement | Algemeen klassement     | Algemeen klassement | Algemeen klassement | Algemeen klassement | Algemeen klassement           | Algemeen klassement | Algemeen klassement |
| #                   | Naam                 | Land                | Punten              | #                   | Naam                    | Land                | Punten              | #                   | Naam                          | Land                | Punten              |
| ------------------- | -------------------- | ------------------- | ------------------- | ------------------- | ----------------------- | ------------------- | ------------------- | ------------------- | ----------------------------- | ------------------- | ------------------- |
| 1                   | Marcel Hirscher      | AUT                 | 1620                | 11                  | André Myhrer            | SWE                 | 522                 | 21                  | Manfred Mölgg                 | ITA                 | 376                 |
| 2                   | Henrik Kristoffersen | NOR                 | 1285                | 12                  | Dominik Paris           | ITA                 | 518                 | 22                  | Daniel Yule                   | SUI                 | 370                 |
| 3                   | Aksel Lund Svindal   | NOR                 | 886                 | 13                  | Manuel Feller           | AUT                 | 481                 | 23                  | Mauro Caviezel                | SUI                 | 358                 |
| 4                   | Kjetil Jansrud       | NOR                 | 884                 | 14                  | Victor Muffat-Jeandet   | FRA                 | 458                 | 24                  | Leif Kristian Nestvold-Haugen | NOR                 | 346                 |
| 5                   | Beat Feuz            | SUI                 | 856                 | 15                  | Aleksander Aamodt Kilde | NOR                 | 454                 | 25                  | Luca Aerni                    | SUI                 | 333                 |
| 6                   | Alexis Pinturault    | FRA                 | 707                 | 16                  | Peter Fill              | ITA                 | 446                 | 26                  | Ramon Zenhäusern              | SUI                 | 326                 |
| 7                   | Vincent Kriechmayr   | AUT                 | 704                 | 17                  | Max Franz               | SUI                 | 433                 | 27                  | Loïc Meillard                 | SUI                 | 299                 |
| 8                   | Thomas Dreßen        | GER                 | 672                 | 18                  | Adrien Théaux           | FRA                 | 407                 | 27                  | Matts Olsson                  | SWE                 | 299                 |
| 9                   | Matthias Mayer       | AUT                 | 622                 | 19                  | Michael Matt            | AUT                 | 394                 | 29                  | Sebastian Foss-Solevåg        | NOR                 | 298                 |
| 10                  | Hannes Reichelt      | AUT                 | 535                 | 20                  | Christof Innerhofer     | ITA                 | 389                 | 30                  | Justin Murisier               | SUI                 | 276                 |

| Afdaling | Afdaling           | Afdaling | Afdaling |
| #        | Naam               | Land     | Punten   |
| -------- | ------------------ | -------- | -------- |
| 1        | Beat Feuz          | SUI      | 682      |
| 2        | Aksel Lund Svindal | NOR      | 612      |
| 3        | Thomas Dreßen      | GER      | 446      |
| 4        | Dominik Paris      | ITA      | 386      |
| 5        | Vincent Kriechmayr | AUT      | 384      |
| 6        | Matthias Mayer     | AUT      | 348      |
| 7        | Kjetil Jansrud     | NOR      | 343      |
| 8        | Hannes Reichelt    | AUT      | 268      |
| 9        | Adrien Théaux      | FRA      | 238      |
| 10       | Max Franz          | AUT      | 207      |

| Slalom | Slalom                 | Slalom | Slalom |
| #      | Naam                   | Land   | Punten |
| ------ | ---------------------- | ------ | ------ |
| 1      | Marcel Hirscher        | AUT    | 874    |
| 2      | Henrik Kristoffersen   | NOR    | 710    |
| 3      | André Myhrer           | SWE    | 460    |
| 4      | Michael Matt           | AUT    | 388    |
| 5      | Daniel Yule            | SUI    | 370    |
| 6      | Ramon Zenhäusern       | SUI    | 326    |
| 7      | Luca Aerni             | SUI    | 305    |
| 8      | Sebastian Foss-Solevåg | NOR    | 297    |
| 9      | Stefano Gross          | ITA    | 274    |
| 10     | Manfred Mölgg          | ITA    | 244    |

| Combinatie | Combinatie            | Combinatie | Combinatie |
| #          | Naam                  | Land       | Punten     |
| ---------- | --------------------- | ---------- | ---------- |
| 1          | Peter Fill            | ITA        | 140        |
| 2          | Kjetil Jansrud        | NOR        | 110        |
| 3          | Victor Muffat-Jeandet | FRA        | 105        |
| 4          | Alexis Pinturault     | FRA        | 100        |
| 5          | Mauro Caviezel        | SUI        | 90         |
| 6          | Pavel Trichitsjev     | RUS        | 80         |
| 7          | Matthias Mayer        | AUT        | 72         |
| 8          | Thomas Dreßen         | GER        | 63         |
| 9          | Justin Murisier       | SUI        | 48         |
| 10         | Broderick Thompson    | CAN        | 46         |

| Super G | Super G             | Super G | Super G |
| #       | Naam                | Land    | Punten  |
| ------- | ------------------- | ------- | ------- |
| 1       | Kjetil Jansrud      | NOR     | 400     |
| 2       | Vincent Kriechmayr  | AUT     | 320     |
| 3       | Aksel Lund Svindal  | NOR     | 274     |
| 4       | Hannes Reichelt     | AUT     | 267     |
| 5       | Max Franz           | AUT     | 226     |
| 6       | Josef Ferstl        | GER     | 195     |
| 7       | Christof Innerhofer | ITA     | 189     |
| 8       | Matthias Mayer      | AUT     | 180     |
| 9       | Beat Feuz           | SUI     | 174     |
| 10      | Adrien Théaux       | FRA     | 169     |

| Reuzenslalom | Reuzenslalom                  | Reuzenslalom | Reuzenslalom |
| #            | Naam                          | Land         | Punten       |
| ------------ | ----------------------------- | ------------ | ------------ |
| 1            | Marcel Hirscher               | AUT          | 720          |
| 2            | Henrik Kristoffersen          | NOR          | 575          |
| 3            | Alexis Pinturault             | FRA          | 329          |
| 4            | Manuel Feller                 | AUT          | 309          |
| 5            | Matts Olsson                  | SWE          | 299          |
| 6            | Žan Kranjec                   | SLO          | 272          |
| 7            | Justin Murisier               | SUI          | 228          |
| 8            | Leif Kristian Nestvold-Haugen | NOR          | 198          |
| 9            | Loïc Meillard                 | SUI          | 175          |
| 10           | Victor Muffat-Jeandet         | FRA          | 167          |

## Vrouwen

### Kalender
| Datum                                                                                                  | Plaats                 | Onderdeel         | Eerste              | Tweede              | Derde              |
| --- | ---------------------- | ----------------- | ------------------- | ------------------- | ------------------ |
| 28/10/2017                                                                                             | Sölden                 | Reuzenslalom      | Viktoria Rebensburg | Tessa Worley        | Manuela Mölgg      |
| 11/11/2017                                                                                             | Levi                   | Slalom            | Petra Vlhová        | Mikaela Shiffrin    | Wendy Holdener     |
| 25/11/2017                                                                                             | Killington             | Reuzenslalom      | Viktoria Rebensburg | Mikaela Shiffrin    | Manuela Mölgg      |
| 26/11/2017                                                                                             | Killington             | Slalom            | Mikaela Shiffrin    | Petra Vlhová        | Bernadette Schild  |
| 01/12/2017                                                                                             | Lake Louise            | Afdaling          | Cornelia Hütter     | Tina Weirather      | Mikaela Shiffrin   |
| 02/12/2017                                                                                             | Lake Louise            | Afdaling          | Mikaela Shiffrin    | Viktoria Rebensburg | Michelle Gisin     |
| 03/12/2017                                                                                             | Lake Louise            | Super G           | Tina Weirather      | Lara Gut            | Nicole Schmidhofer |
| 08/12/2017                                                                                             | Sankt Moritz           | Alpine combinatie | Afgebroken          | Afgebroken          | Afgebroken         |
| 09/12/2017                                                                                             | Sankt Moritz           | Super G           | Jasmine Flury       | Michelle Gisin      | Tina Weirather     |
| 10/12/2017                                                                                             | Sankt Moritz           | Super G           | Afgelast            | Afgelast            | Afgelast           |
| 16/12/2017                                                                                             | Val-d'Isère            | Afdaling          | Afgelast            | Afgelast            | Afgelast           |
| 16/12/2017                                                                                             | Val-d'Isère            | Super G           | Lindsey Vonn        | Sofia Goggia        | Ragnhild Mowinckel |
| 17/12/2017                                                                                             | Val-d'Isère            | Super G           | Anna Veith          | Tina Weirather      | Sofia Goggia       |
| 19/12/2017                                                                                             | Courchevel             | Reuzenslalom      | Mikaela Shiffrin    | Tessa Worley        | Manuela Mölgg      |
| 20/12/2017                                                                                             | Courchevel             | Parallelslalom    | Mikaela Shiffrin    | Petra Vlhová        | Irene Curtoni      |
| 28/12/2017                                                                                             | Lienz                  | Slalom            | Mikaela Shiffrin    | Wendy Holdener      | Frida Hansdotter   |
| 29/12/2017                                                                                             | Lienz                  | Reuzenslalom      | Federica Brignone   | Viktoria Rebensburg | Mikaela Shiffrin   |
| 01/01/2017                                                                                             | Oslo                   | City Event        | Mikaela Shiffrin    | Wendy Holdener      | Mélanie Meillard   |
| 03/01/2018                                                                                             | Zagreb                 | Slalom            | Mikaela Shiffrin    | Wendy Holdener      | Frida Hansdotter   |
| 06/01/2018                                                                                             | Kranjska Gora          | Reuzenslalom      | Mikaela Shiffrin    | Tessa Worley        | Sofia Goggia       |
| 07/01/2018                                                                                             | Kranjska Gora          | Slalom            | Mikaela Shiffrin    | Frida Hansdotter    | Wendy Holdener     |
| 09/01/2018                                                                                             | Flachau                | Slalom            | Mikaela Shiffrin    | Bernadette Schild   | Frida Hansdotter   |
| 13/01/2018                                                                                             | Bad Kleinkirchheim     | Super G           | Federica Brignone   | Lara Gut            | Cornelia Hütter    |
| 14/01/2018                                                                                             | Bad Kleinkirchheim     | Afdaling          | Sofia Goggia        | Federica Brignone   | Nadia Fanchini     |
| 19/01/2018                                                                                             | Cortina d'Ampezzo      | Afdaling          | Sofia Goggia        | Lindsey Vonn        | Mikaela Shiffrin   |
| 20/01/2018                                                                                             | Cortina d'Ampezzo      | Afdaling          | Lindsey Vonn        | Tina Weirather      | Jacqueline Wiles   |
| 21/01/2018                                                                                             | Cortina d'Ampezzo      | Super G           | Lara Gut            | Johanna Schnarf     | Nicole Schmidhofer |
| 23/01/2018                                                                                             | Kronplatz              | Reuzenslalom      | Viktoria Rebensburg | Ragnhild Mowinckel  | Federica Brignone  |
| 26/01/2018                                                                                             | Lenzerheide            | Alpine Combinatie | Wendy Holdener      | Marta Bassino       | Ana Bucik          |
| 27/01/2018                                                                                             | Lenzerheide            | Reuzenslalom      | Tessa Worley        | Viktoria Rebensburg | Meta Hrovat        |
| 28/01/2018                                                                                             | Lenzerheide            | Slalom            | Petra Vlhová        | Frida Hansdotter    | Wendy Holdener     |
| 30/01/2018                                                                                             | Stockholm              | City Event        | Nina Haver-Løseth   | Wendy Holdener      | Petra Vlhová       |
| 03/02/2018                                                                                             | Garmisch-Partenkirchen | Afdaling          | Lindsey Vonn        | Sofia Goggia        | Cornelia Hütter    |
| 04/02/2018                                                                                             | Garmisch-Partenkirchen | Afdaling          | Lindsey Vonn        | Sofia Goggia        | Tina Weirather     |
| 9 tot en met 25 februari 2018: Olympische Winterspelen in Pyeongchang (telt niet mee voor wereldbeker) |                        |                   |                     |                     |                    |
| 03/03/2018                                                                                             | Crans-Montana          | Super G           | Tina Weirather      | Anna Veith          | Wendy Holdener     |
| 04/03/2018                                                                                             | Crans-Montana          | Alpine Combinatie | Federica Brignone   | Michelle Gisin      | Petra Vlhová       |
| 09/03/2018                                                                                             | Ofterschwang           | Reuzenslalom      | Ragnhild Mowinckel  | Viktoria Rebensburg | Mikaela Shiffrin   |
| 10/03/2018                                                                                             | Ofterschwang           | Slalom            | Mikaela Shiffrin    | Wendy Holdener      | Frida Hansdotter   |
| 14/03/2018                                                                                             | Åre                    | Afdaling          | Lindsey Vonn        | Sofia Goggia        | Alice McKennis     |
| 15/03/2018                                                                                             | Åre                    | Super G           | Sofia Goggia        | Viktoria Rebensburg | Lindsey Vonn       |
| 17/03/2018                                                                                             | Åre                    | Slalom            | Mikaela Shiffrin    | Wendy Holdener      | Frida Hansdotter   |
| 18/03/2018                                                                                             | Åre                    | Reuzenslalom      | Afgelast            | Afgelast            | Afgelast           |

### Eindstanden
| Algemeen klassement | Algemeen klassement | Algemeen klassement | Algemeen klassement | Algemeen klassement | Algemeen klassement | Algemeen klassement | Algemeen klassement | Algemeen klassement | Algemeen klassement | Algemeen klassement | Algemeen klassement |
| #                   | Naam                | Land                | Punten              | #                   | Naam                | Land                | Punten              | #                   | Naam                | Land                | Punten              |
| ------------------- | ------------------- | ------------------- | ------------------- | ------------------- | ------------------- | ------------------- | ------------------- | ------------------- | ------------------- | ------------------- | ------------------- |
| 1                   | Mikaela Shiffrin    | USA                 | 1773                | 11                  | Federica Brignone   | ITA                 | 774                 | 21                  | Stephanie Brunner   | AUT                 | 419                 |
| 2                   | Wendy Holdener      | SUI                 | 1168                | 12                  | Lara Gut            | SUI                 | 691                 | 22                  | Irene Curtoni       | ITA                 | 366                 |
| 3                   | Viktoria Rebensburg | GER                 | 977                 | 13                  | Tessa Worley        | FRA                 | 607                 | 23                  | Denise Feierabend   | SUI                 | 345                 |
| 4                   | Sofia Goggia        | ITA                 | 958                 | 14                  | Bernadette Schild   | AUT                 | 584                 | 24                  | Jasmine Flury       | SUI                 | 318                 |
| 5                   | Petra Vlhová        | SVK                 | 888                 | 15                  | Anna Veith          | AUT                 | 540                 | 25                  | Marta Bassino       | ITA                 | 311                 |
| 6                   | Tina Weirather      | LIE                 | 887                 | 16                  | Nina Haver-Løseth   | NOR                 | 475                 | 26                  | Katharina Gallhuber | AUT                 | 303                 |
| 7                   | Michelle Gisin      | SUI                 | 868                 | 17                  | Nicole Schmidhofer  | AUT                 | 458                 | 27                  | Nadia Fanchini      | ITA                 | 299                 |
| 8                   | Ragnhild Mowinckel  | NOR                 | 849                 | 18                  | Cornelia Hütter     | AUT                 | 440                 | 27                  | Stephanie Venier    | AUT                 | 299                 |
| 9                   | Frida Hansdotter    | SWE                 | 817                 | 19                  | Mélanie Meillard    | SUI                 | 431                 | 29                  | Ramona Siebenhofer  | AUT                 | 296                 |
| 10                  | Lindsey Vonn        | USA                 | 792                 | 20                  | Johanna Schnarf     | ITA                 | 424                 | 30                  | Anna Swenn-Larsson  | SWE                 | 291                 |

| Afdaling | Afdaling            | Afdaling | Afdaling |
| #        | Naam                | Land     | Punten   |
| -------- | ------------------- | -------- | -------- |
| 1        | Sofia Goggia        | ITA      | 509      |
| 2        | Lindsey Vonn        | USA      | 506      |
| 3        | Tina Weirather      | LIE      | 394      |
| 4        | Cornelia Hütter     | AUT      | 272      |
| 5        | Mikaela Shiffrin    | USA      | 256      |
| 6        | Michelle Gisin      | SUI      | 240      |
| 7        | Viktoria Rebensburg | GER      | 219      |
| 8        | Ragnhild Mowinckel  | NOR      | 202      |
| 9        | Nicole Schmidhofer  | AUT      | 196      |
| 10       | Lara Gut            | SUI      | 190      |

| Slalom | Slalom              | Slalom | Slalom |
| #      | Naam                | Land   | Punten |
| ------ | ------------------- | ------ | ------ |
| 1      | Mikaela Shiffrin    | USA    | 980    |
| 2      | Wendy Holdener      | SUI    | 705    |
| 3      | Frida Hansdotter    | SWE    | 681    |
| 4      | Petra Vlhová        | SVK    | 679    |
| 5      | Bernadette Schild   | AUT    | 463    |
| 6      | Nina Haver-Løseth   | NOR    | 351    |
| 7      | Katharina Gallhuber | AUT    | 303    |
| 8      | Mélanie Meillard    | SUI    | 292    |
| 9      | Anna Swenn-Larsson  | SWE    | 291    |
| 10     | Denise Feierabend   | SUI    | 267    |

| Combinatie | Combinatie         | Combinatie | Combinatie |
| #          | Naam               | Land       | Punten     |
| ---------- | ------------------ | ---------- | ---------- |
| 1          | Wendy Holdener     | SUI        | 150        |
| 2          | Michelle Gisin     | SUI        | 109        |
| 3          | Federica Brignone  | ITA        | 100        |
| 4          | Marta Bassino      | ITA        | 88         |
| 5          | Ana Bucik          | SLO        | 66         |
| 6          | Ramona Siebenhofer | AUT        | 65         |
| 7          | Petra Vlhová       | SVK        | 60         |
| 8          | Nevena Ignjatović  | SRB        | 55         |
| 9          | Denise Feierabend  | SUI        | 54         |
| 10         | Lindsey Vonn       | USA        | 50         |

| Super G | Super G            | Super G | Super G |
| #       | Naam               | Land    | Punten  |
| ------- | ------------------ | ------- | ------- |
| 1       | Tina Weirather     | LIE     | 461     |
| 2       | Lara Gut           | SUI     | 375     |
| 3       | Anna Veith         | AUT     | 339     |
| 4       | Michelle Gisin     | SUI     | 313     |
| 5       | Sofia Goggia       | ITA     | 311     |
| 6       | Federica Brignone  | ITA     | 296     |
| 7       | Nicole Schmidhofer | AUT     | 262     |
| 8       | Johanna Schnarf    | ITA     | 259     |
| 9       | Lindsey Vonn       | USA     | 236     |
| 10      | Ragnhild Mowinckel | NOR     | 236     |

| Reuzenslalom | Reuzenslalom        | Reuzenslalom | Reuzenslalom |
| #            | Naam                | Land         | Punten       |
| ------------ | ------------------- | ------------ | ------------ |
| 1            | Viktoria Rebensburg | GER          | 582          |
| 2            | Tessa Worley        | FRA          | 490          |
| 3            | Mikaela Shiffrin    | USA          | 481          |
| 4            | Ragnhild Mowinckel  | NOR          | 371          |
| 5            | Federica Brignone   | ITA          | 274          |
| 6            | Stephanie Brunner   | AUT          | 249          |
| 7            | Manuela Mölgg       | ITA          | 248          |
| 8            | Wendy Holdener      | SUI          | 203          |
| 9            | Ana Drev            | SLO          | 198          |
| 10           | Sara Hector         | SWE          | 161          |

## Uitzendrechten
- Canada: CBC Sports[4]
- Duitsland: ARD/ZDF[5]
- Finland: Yle
- Nederland: Eurosport
- Noorwegen: NRK
- Zweden: SVT[6][7]
- Zwitserland: SRG SSR[8]